# Obereisesheim
Obereisesheim (im südfränkischen Dialekt Owwerneise) ist ein Teilort der Stadt Neckarsulm (Landkreis Heilbronn, Baden-Württemberg). Die ehemalige Gemeinde wurde am 1. Mai 1972 als Ortschaft in die Stadt Neckarsulm eingemeindet. Sie hat 4.327 Einwohner (Stand: 2023) und eine Fläche von 7,44 km² (Stand: 2000). Obereisesheim liegt an der Landstraße L1100 von Neckargartach nach Bad Wimpfen und hat wie Neckarsulm die Postleitzahl 74172 und die Telefonvorwahl 07132.

## Geografie
Obereisesheim liegt im nördlichen Heilbronner Becken, ungefähr sechs Kilometer nördlich von Heilbronn, am westlichen Ufer des Neckars, gegenüber von Neckarsulm. Es liegt direkt an der Autobahn A6. Bis zum Weinsberger Kreuz, bei welchem sich die Autobahnen A6 und A81 kreuzen, sind es lediglich 7 Kilometer. Des Weiteren verläuft unweit die Bundesstraße 27 zwischen Würzburg und Stuttgart.

## Geschichte

### Ortsgeschichte

#### Frühe Besiedlung
Auf dem Hetzenberg zwischen Obereisesheim und Neckargartach wurden bereits im frühen 19. Jahrhundert Grabungsfunde aus der Michelsberger Kultur geborgen. Während des Baus der A 6 im Jahr 1966 stießen Forscher auf drei parallel verlaufende Gräben eines Erdwerks mit Funden aus der Frühphase der Michelsberger Kultur. Die Gräben sowie das Neckarsteilufer und das Tal des Böllinger Baches befestigen eine Fläche von rund 20 Hektar. Die Fundstelle gilt als das früheste Erdwerk unter den Michelsberger Funden im Heilbronner Raum.

#### Ortsgründung und erste Erwähnung

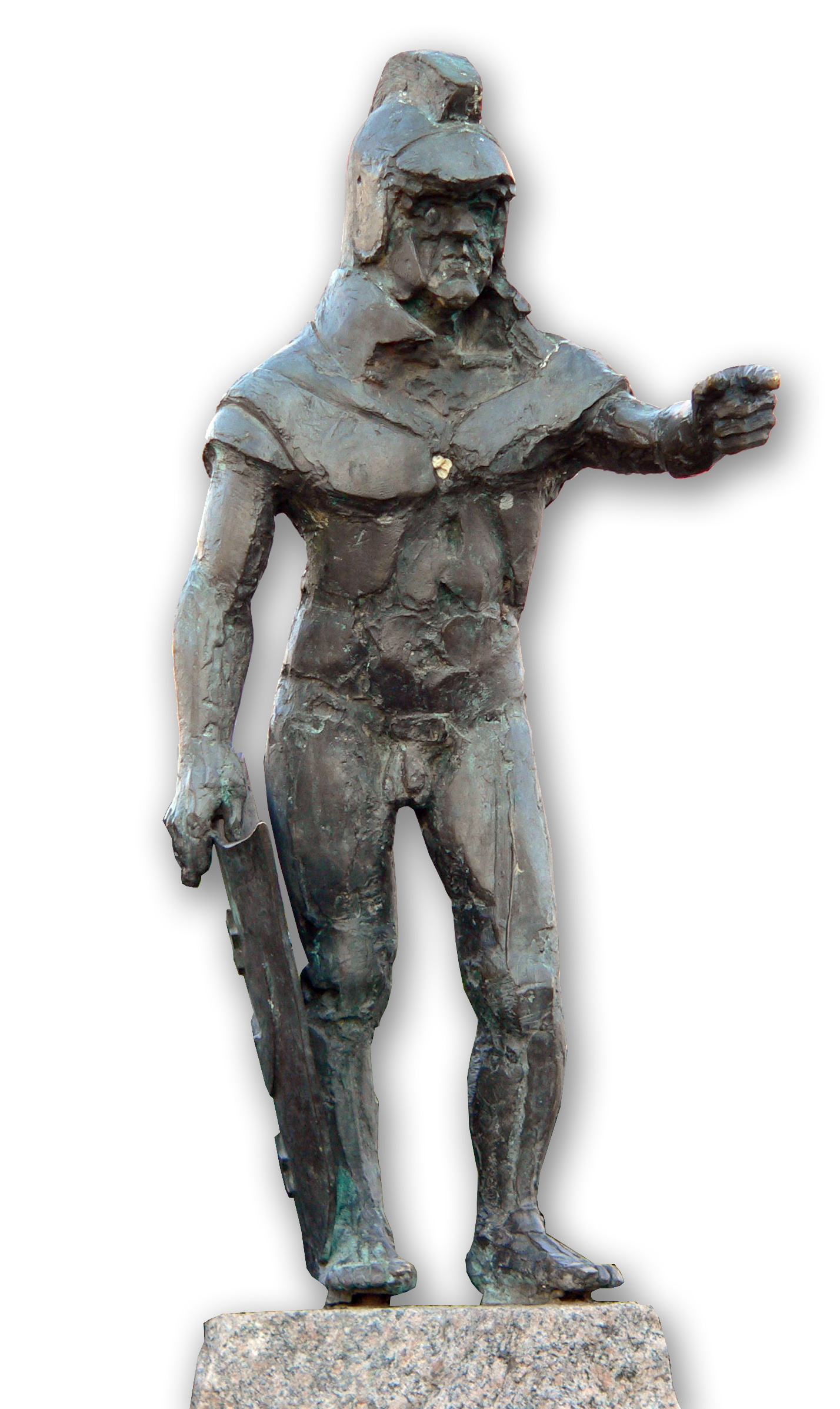
Eberwin-Skulptur beim Rathaus

Obereisesheim wird im Jahre 767 erstmals im Lorscher Codex erwähnt. Am 27. Mai 767 hat ein Eberwin dem Kloster Lorsch drei Morgen Land in der „Isinheimer“ Markung geschenkt. Bereits im Jahre 500 soll auf dieser Markung, ein fränkischer Herrenhof angelegt worden sein. Historiker gehen davon aus, dass es sich bei „Isino“ um den ersten Siedler und bei dem nach ihm benannten „Isinosheim“ um einen Großhof auf dem sogenannten Asperg im heutigen Obereisesheim handelte. Das Kloster Lorsch tauschte seine Eisesheimer Besitzungen bereits im Jahr 905 mit dem Gartachgauer Grafen Liutfried, dessen Sohn Burkhart die Besitzungen 950 an den Bischof von Worms, zu dessen Bistum der Ort auch kirchlich gehörte, abtrat. Das Ritterstift im nahen Wimpfen erhielt durch Bischof Albert von Worms († 1107) einen Hof in Eisesheim. Weitere Besitztümer in Eisesheim trat Worms an die Grafen von Lauffen ab, die ihrerseits einen Bligger von Steinach mit der Verwaltung betrauten. Nach dem Aussterben derer von Lauffen zog Kaiser Friedrich I. deren Reichslehen wieder ein. Im 13. Jahrhundert ging die Ortsherrschaft zunächst an die Grafen von Katzenelnbogen, danach anteilig an die Herren von Neideck und die Herren von Weinsberg.

#### Spätmittelalterliche Besitzverhältnisse
Das von den Weinsbergern gegründete Kloster Lichtenstern in den Löwensteiner Bergen erwarb ab 1395 nach und nach Güter in Obereisesheim und war ab 1451 alleiniger Ortsherr. 1504 hatte das Herzogtum Württemberg die Schirmherrschaft über das Kloster Lichtenstern und damit auch über Obereisesheim. Die Orte Obereisesheim und Untereisesheim bildeten etwa 300 Jahre lang eine württembergische Exklave zwischen der Reichsstadt Heilbronn im Süden und dem Deutschen Orden im Norden und Osten. Sie waren bis 1805 die nördlichsten Orte Württembergs.
Im späten Mittelalter war das Dorf von einem Etter, einem aus Palisaden und teilweise aus großen Hecken bestehenden Zaun mit sechs Toren umgeben. Das Dorf umfasste im späten Mittelalter 22 Höfe, die sich bis auf das Spatzenhöfle auch innerhalb des Etters befanden und zumeist in geistlichem Besitz waren. Der Besitz an den Höfen war teilweise sehr zersplittert, so werden für den ursprünglich zum Kloster Lichtenstern zählenden „Großhof“ zeitweise bis zu 17 Teilbesitzer gezählt. Das Land außerhalb des Etters war Allmende, also Gemeinbesitz der Siedlergemeinde, und später Einzelbesitz, auf dem Ackerbau und Weidewirtschaft betrieben wurde.
1534 führte Herzog Ulrich die Reformation ein und hob die Klöster, darunter auch das Kloster Lichtenstern, auf. Der Besitz der Klöster wurde dem Fürstentum zugeschlagen. Im Jahre 1601 wurde die Mauritiuskirche umgebaut und vergrößert, was die Jahreszahl über dem Portal bezeugt.

#### Obereisesheim im Dreißigjährigen Krieg

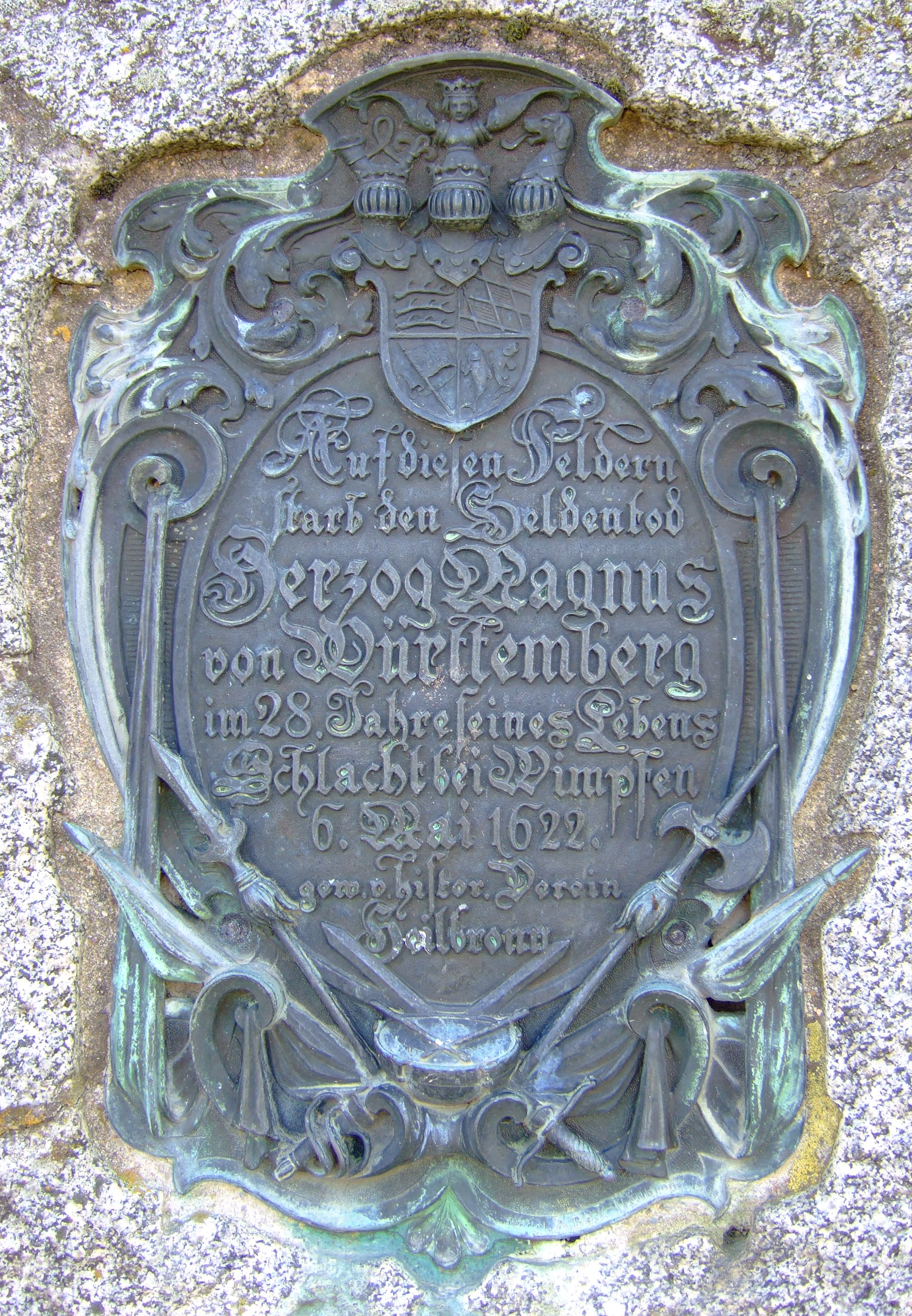
Gedenktafel für den 1622 bei Obereisesheim gefallenen Herzog Magnus von Württemberg

In der ersten Phase des Dreißigjährigen Krieges kam es am 6. Mai 1622 auf Obereisesheimer Markung zur Schlacht bei Wimpfen. Bei dieser Schlacht schlug das vereinigte bayrisch-spanische Heer der katholischen Liga unter dem Feldherrn Tilly das protestantische Heer, welches vom Markgrafen Georg Friedrich von Baden-Durlach angeführt wurde. Im Kampf fiel auch der württembergische Herzog Magnus. Auf einer Höhe am Holzweg, nordwestlich außerhalb des Ortes, erinnert das Herzog-Magnus-Denkmal an dieses Ereignis. Auf der Gedenktafel bleiben allerdings tausende Soldaten unerwähnt, die in dieser Schlacht ebenfalls getötet wurden. In unterschiedlichen Quellen wird von 5000 bis zu 10.000 Toten berichtet. Im Anschluss an die Schlacht verwüsteten die einziehenden Ligatruppen Obereisesheim, plünderten die Häuser vollständig aus und erschlugen Alte und Kranke, die nicht hatten fliehen können.
Im Jahre 1626 wurde Obereisesheim von einer Pestepidemie heimgesucht, bei der es sich wahrscheinlich um die Rote Ruhr handelte und der etwa 300 der insgesamt 600 Einwohner zum Opfer fielen. In den Jahren 1635 und 1645 hatte der Ort unter Plünderungen und Brandschatzungen der kaiserlichen bzw. französischen Soldaten zu leiden.

#### Auf dem Weg in die Moderne
Im 18. Jahrhundert nahm das Dorf einen wirtschaftlichen Aufschwung und ab 1807 gehörte Obereisesheim zum Oberamt Heilbronn. Nach der Notzeit der Napoleonischen Kriege kam 1806/1807 eine Hungersnot über den Ort. Unter anderem durch ein Hagelwetter wurden große Teile der Ernte vernichtet. Ab Ende des 19. Jahrhunderts begannen Obereisesheimer zunehmend in Neckarsulm im NSU-Werk und in anderen Fabriken zu arbeiten. Der Ort veränderte sich nach und nach von einer bäuerlichen zu einer Arbeiterwohngemeinde.
In Obereisesheim wurde zwischen 1908 und 1910 die Wasserversorgung eingerichtet und in den Jahren 1910 bis 1911 das Leitungsnetz für den elektrischen Strom installiert. Als erstes Freibad im Unterland (in Württemberg rings um Heilbronn) wurde 1933 das heutige „Ernst-Freyer-Bad“ eröffnet.
In den beiden Weltkriegen waren in Obereisesheim 46 bzw. 109 Menschenleben zu beklagen. Der Ort selbst blieb im Zweiten Weltkrieg bis zum Kriegsende weitestgehend von Luftangriffen und Zerstörungen verschont. In den ersten Apriltagen des Jahres 1945 geriet das Dorf jedoch in die Frontlinie zwischen amerikanische und deutsche Kampfeinheiten; der Ortskern wurde dabei stark zerstört.
1951 wurde der Wiederaufbau des im Zweiten Weltkrieg zerstörten Rathauses abgeschlossen und 1953 wurde dort auch die Ortsbücherei untergebracht. In den Jahren 1952 und 1953 wurde die Ortskanalisation und 1956 bis 1957 eine Sammelkläranlage gebaut. Eine weitere Verbesserung der Wasserversorgung erfolgte 1963 bis 1966 nochmals durch den Bau eines neuen Hochbehälters. Im Jahre 1957 war die Einweihung der „Wilhelm-Maier-Schule“, die nach dem Ehrenbürger Wilhelm Johann Maier benannt ist, der die Gemeinde 37 Jahre als Bürgermeister geleitet hat. 

#### Eingemeindung nach Neckarsulm 1972
Im Jahre 1972 erfolgte im Zuge der Verwaltungsreform in Baden-Württemberg die Vorbereitungen für eine Eingliederung Obereisesheims nach Neckarsulm. Nach einer Mehrheit bei der Bürgerbefragung und der Abstimmung im Gemeinderat wurde der Ort mit Wirkung zum 1. Mai 1972 in die Stadt Neckarsulm eingemeindet.
In den Jahren 1971 bzw. 1974 wurden die Gewerbegebiete in den Gewannen „Binsing“ bzw. „Mühlrain“ eingerichtet, in denen vermehrt auch größere Firmen ansiedelten. Durch die steigende Einwohnerzahl gab es einen verstärkten Bedarf an Wohnungen, so dass in der Zeit nach 1945 einige neue Wohnbaugebiete entstanden, so zum Beispiel die Gebiete: „Spatzenäcker“ und „Kirchhofäcker“ (1970), „Auf der Breit“ (1971), „Sender“ (ab 1975), „Auf der Breit II“ (1989) und „Auf der Breit III“ (1998). Verkehrstechnisch bedeutsam für Obereisesheim waren die Eröffnung der Autobahn A6 im Jahre 1965, die Anbindung der Neckartalstraße L1100 an die Neckarsulmer Straße L1101 (Brückenstraße) Anfang der 1970er Jahre und die Ortsumgehung mit Verkehrsberuhigung des Ortskernes, die 1992 fertiggestellt wurde. Bisher letztes größeres Bauvorhaben war die Eberwinhalle, die 1995 eingeweiht wurde.

### Einwohnerentwicklung
| Jahr | Einwohner |
| ---- | --------- |
| 1377 | ca. 250   |
| 1625 | 600       |
| 1626 | 300       |
| 1773 | 490       |
| 1834 | 613       |
| 1861 | 783       |
| 1880 | 904       |
| 1900 | 966       |
| 1914 | 1240      |
| 1933 | 1357      |

| Jahr | Einwohner |
| ---- | --------- |
| 1945 | 1480      |
| 1956 | 1789      |
| 1961 | 2094      |
| 1967 | 2530      |
| 1972 | 2925      |
| 1980 | 3396      |
| 1985 | 3514      |
| 1990 | 3756      |
| 1995 | 4028      |
| 2000 | 4282      |

| Jahr              | Einwohner |
| ----------------- | --------- |
| 31. Dezember 2005 | 4370      |
| 31. Dezember 2006 | 4322      |
| 31. Dezember 2007 | 4302      |
| 31. Dezember 2008 | 4241      |
| 31. Dezember 2009 | 4225      |

| Jahr              | Einwohner | davon Personen ausländischer Herkunft | Haushalte |
| ----------------- | --------- | ------------------------------------- | --------- |
| 30. November 2011 | 4190      | 589                                   | 1928      |
| 31. Dezember 2020 | 4322      | 792                                   | -         |
| 31. März 2023     | 4327      | 849                                   | -         |

Quellen

## Politik

### Ortschaftsrat

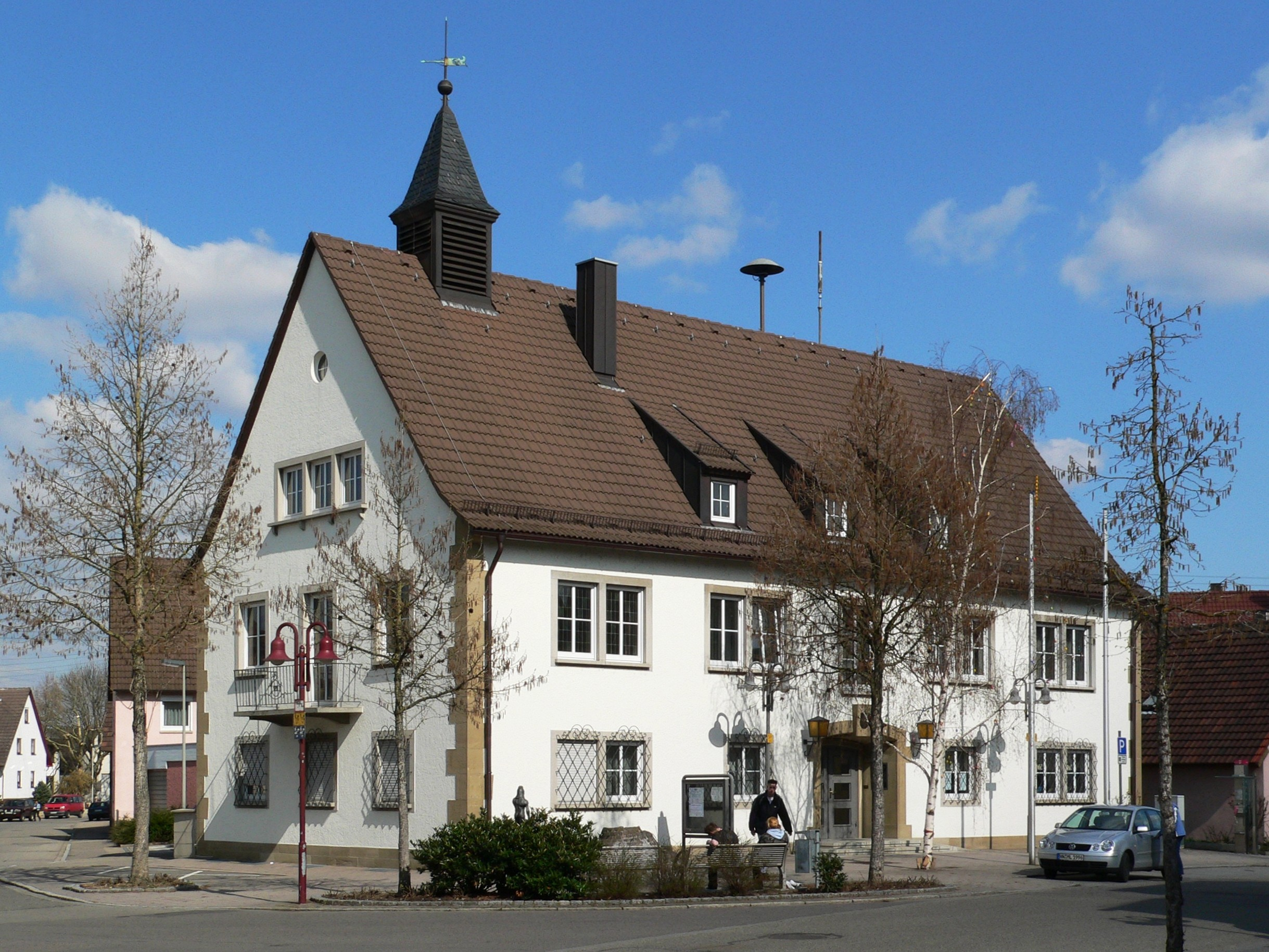
Rathaus Obereisesheim (1951 wieder aufgebaut)

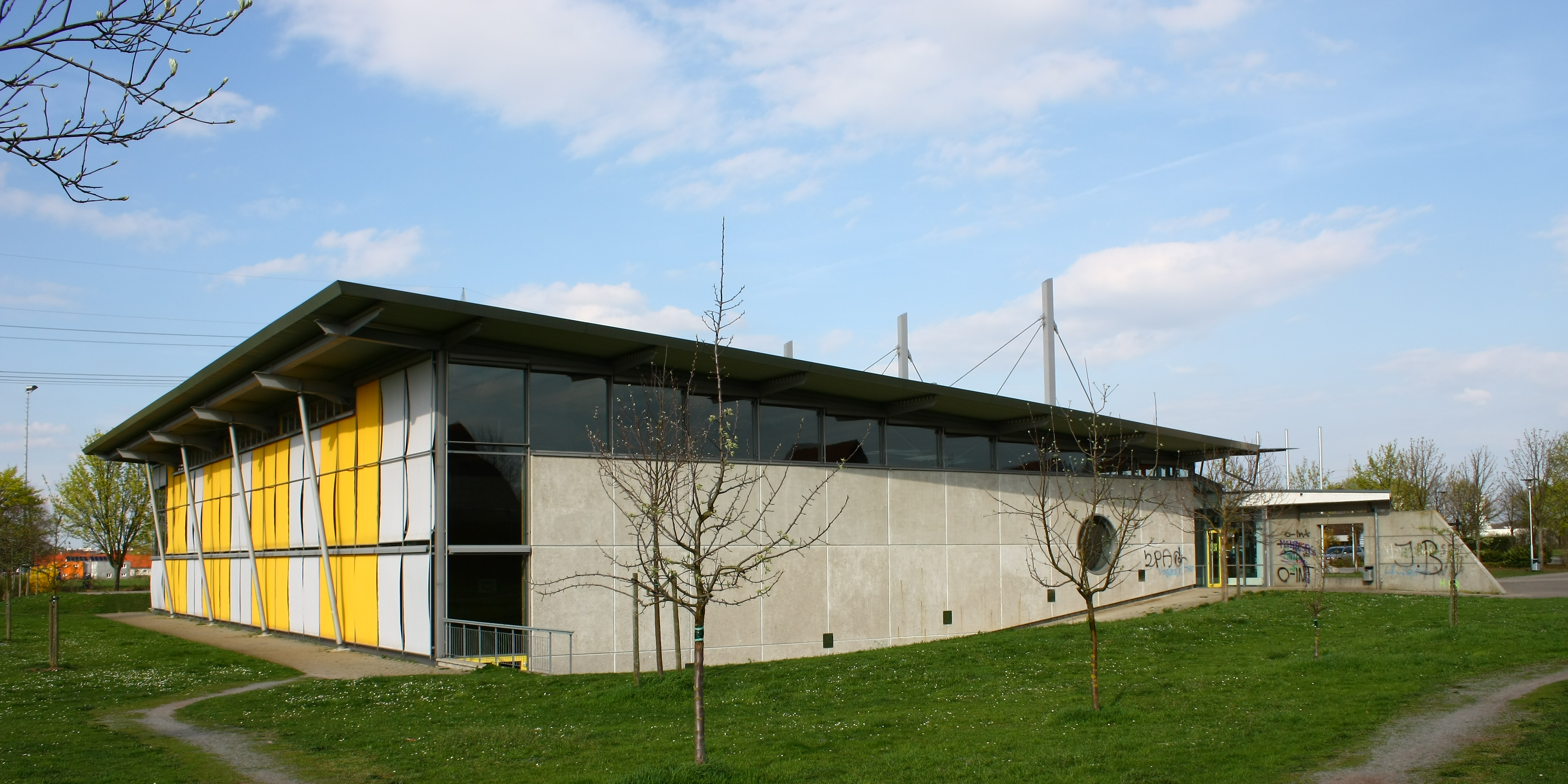
Die Eberwinhalle, erbaut 1995

Die Wahl des Ortschaftsrats vom 7. Juni 2009 mit einer Wahlbeteiligung von 52,9 % erbrachte folgendes Ergebnis:
| Partei | Anteil | ±    | Sitze | ±  |
| ------ | ------ | ---- | ----- | -- |
| CDU    | 48,7 % | −5,2 | 5     | −1 |
| SPD    | 45,5 % | +7,0 | 5     | +1 |
| FWV    | 5,8 %  | −1.8 | 0     | =  |
| Gesamt | 100 %  |      | 10    |    |

Die Wahl des Ortschaftsrats vom 25. Mai 2014 mit einer Wahlbeteiligung von 51,4 % erbrachte folgendes Ergebnis:
| Partei | Anteil | ±    | Sitze | ±  |
| ------ | ------ | ---- | ----- | -- |
| CDU    | 50,4 % | +1,7 | 5     | =  |
| SPD    | 44,1 % | −1,4 | 4     | −1 |
| GRÜNE  | 5,5 %  | +5,5 | 1     | +1 |
| Gesamt | 100 %  |      | 10    |    |

Die Wahl des Ortschaftsrats vom 26. Mai 2019 mit einer Wahlbeteiligung von 61,6 % erbrachte folgendes Ergebnis:
| Partei | Anteil | ±     | Sitze | ±  |
| ------ | ------ | ----- | ----- | -- |
| SPD    | 38,8 % | −5,3  | 4     | =  |
| CDU    | 33,0 % | −17,4 | 3     | −2 |
| GRÜNE  | 14,7 % | +9,2  | 2     | +1 |
| FWV    | 13,5 % | +13.5 | 1     | +1 |
| Gesamt | 100 %  |       | 10    |    |

### Bürgermeister und Ortsvorsteher
Schultheißen, Bürgermeister und Ortsvorsteher (ab 1972)
| - 1513 Wendel Rieler - 1528 Cäsar Bemmerer - vor 1557 Ruller - 1557–1572 Philipp Ruoff - 1578–1596 Moritz Groß - 1598–1604 Bernhard Haydenspach - 1604 Michel Rappolt - 1611–1616 Michel Hohenstatt - 1626 Hans Hohenstatt - 1628 Moritz Hohenstatt - 1641–1643 Michel Hohenstatt - 1645 Matthias Gurr - 1661 Matthias Güde - 1669–1681 Michel Gurr - 1684 Hans Leitz - 1692–1725 Martin Schreiber - 1729–1730 Elias Martin Bender - 1741 Hans Michael Hohenstatt - 1742 Johann Karl Joseph (Amtsverweser) - 1755 Hans Jakob Bender - 1773 Karl Ludwig | - 1778–1786: Johann Karl Ludwig - 1786–1791: ? - 1791–1826: Johann Christoph Ludwig - 1826–1834: ? - 1834–1844: Christoph Friedrich Ludwig - 1844–1866: Georg Jakob Großmann - 1866–1893: Karl Haag - 1893–1909: Christof Ludwig - 1909–1920: Karl Hesser - 1920–1929: Anton Fehr - 1929–1945: Wilhelm Maier - April–Sept. 1945: Willi Treubel - 1945–1946: Karl Korb - 1946–1948: Julius Horn - 1948–1966: Wilhelm Maier - 1966–1980: Christian Fischer - 1980–1992: Friedhelm Raatz - 1992–heute: Andreas Gastgeb |

Quelle bis 1967

### Wappen
In Blau ein liegender (steigender) gebildeter goldener Mond, darüber und darunter je ein sechsstrahliger goldener Stern.

## Kultur und Sehenswürdigkeiten

### Bauwerke

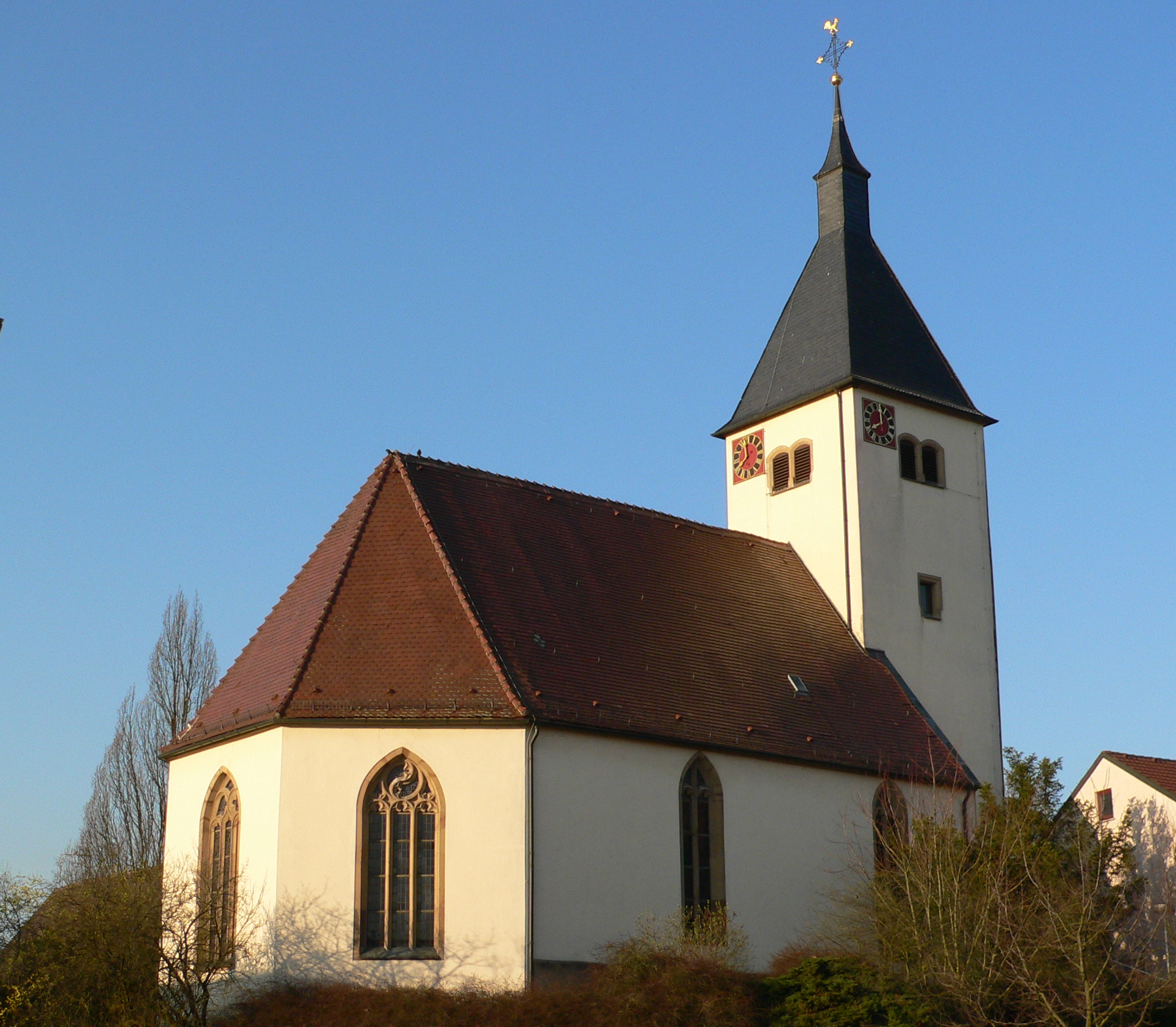
Mauritius-Kirche

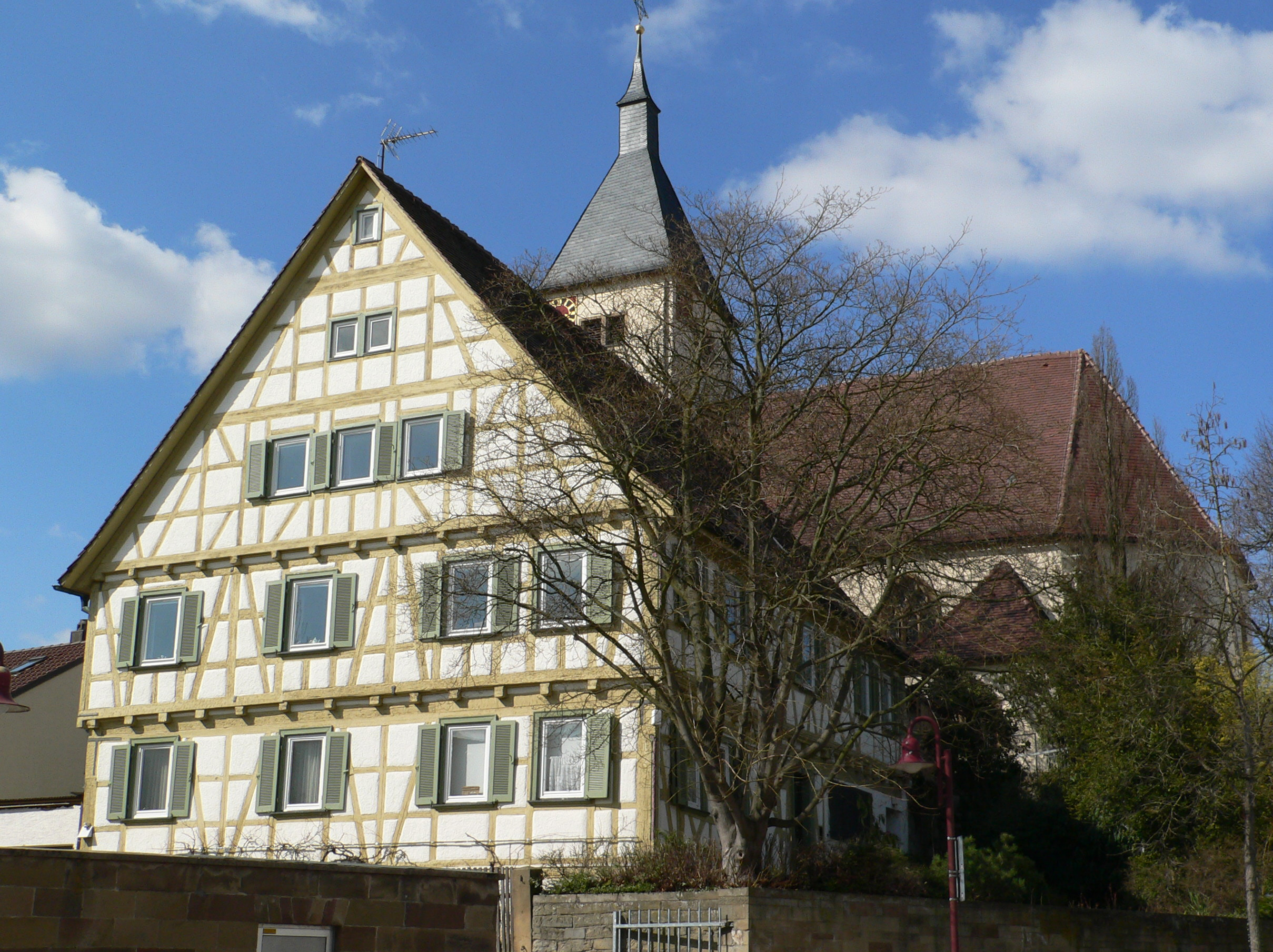
Pfarrhaus der Mauritius-Kirche

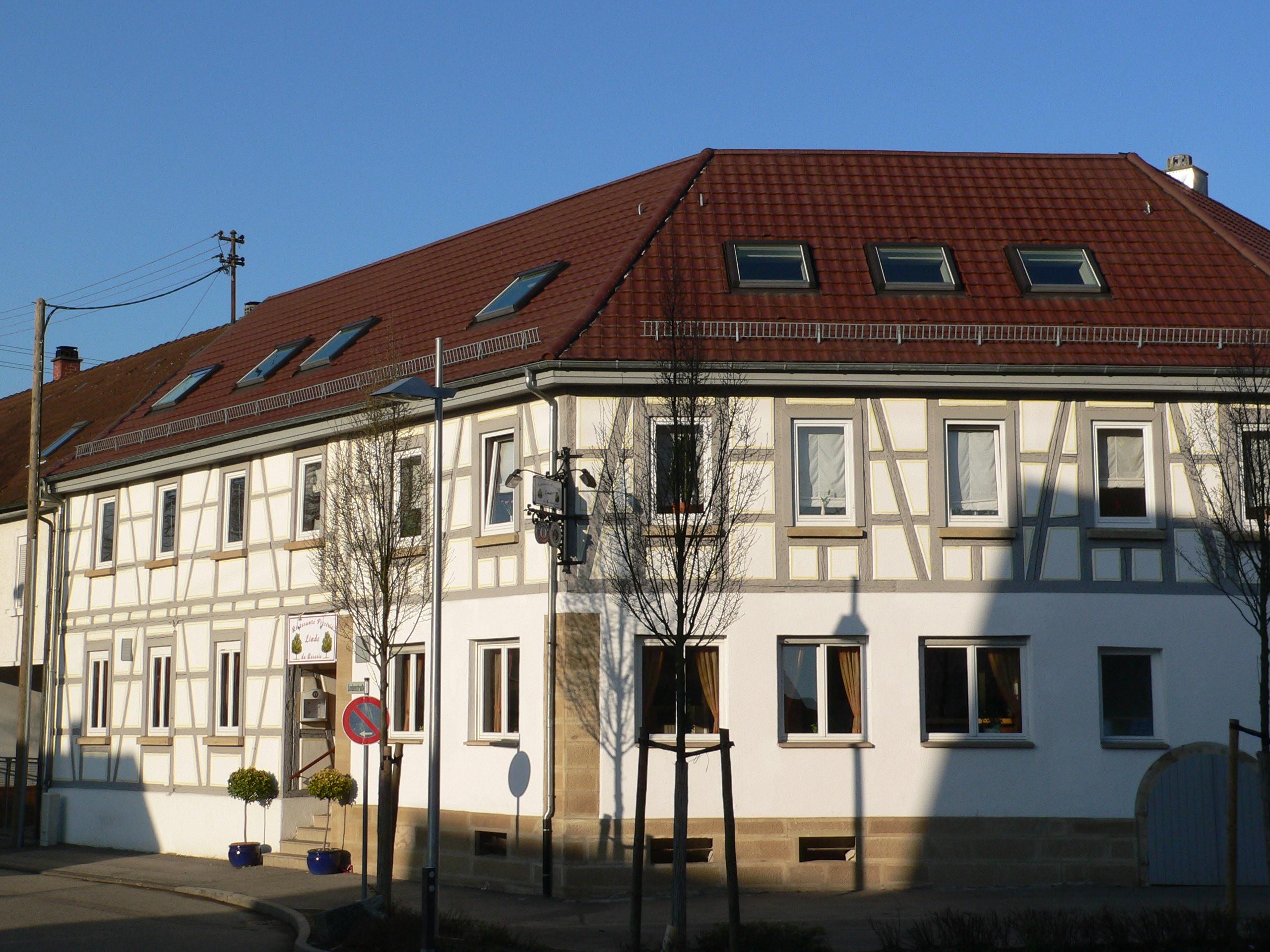
Gasthof „Zur Linde“ (Fassade renoviert 2004)

Auf einer Anhöhe, weithin sichtbar, befindet sich die evangelische Mauritiuskirche, die Ende des 15. Jahrhunderts im spätgotischen Stil erbaut wurde. Ein Vorgängerbau hat bereits im 11. Jahrhundert existiert. Die Kirche wurde 1601 umgebaut und vergrößert und im 20. Jahrhundert mehrfach renoviert, zuletzt 1980. Direkt davor befindet sich das evangelische Pfarrhaus, ein fränkischer Fachwerkbau, der 1684 erneuert und in den 1970er Jahren komplett restauriert wurde.
Ein wichtiges Gebäude ist das Rathaus, welches um 1700 errichtet wurde. Nach der Zerstörung im April 1945 wurde es in veränderter Form wieder aufgebaut und im Oktober 1951 fertiggestellt. Neben dem Rathaus befindet sich der Eberwin-Brunnen und eine Eberwin-Skulptur, welche an den ersten urkundlich erwähnten Stifter erinnern sollen. 
Stadtgeschichtlich bedeutsam sind auch mehrere alte Gasthäuser. Sehenswert ist das Gasthaus „Zur Linde“, das wahrscheinlich aus dem 18. Jahrhundert stammt und im Jahre 2004 im Rahmen des City-Outfit-Programms der Stadt Neckarsulm renoviert wurde. Vor diesem Gasthaus stand früher eine große Linde, unter der sich an schönen Sonntagnachmittagen die Männer zu einem Schwatz trafen bzw. unter der auch Gerichtsverhandlungen geführt wurden.
Im Nordosten des Ortes befindet sich die Christuskirche, die 1972 in Fertigteil-Bauweise errichtet und 1997 renoviert wurde. Das Kirchengebäude wurde ursprünglich von der katholischen Gemeinde des Ortes genutzt und ist seit 2024 an die Russische Orthodoxe Kirche im Ausland vermietet.
In nordwestlicher Richtung etwa 500 Meter außerhalb des Ortes befindet sich das Herzog-Magnus-Denkmal, das an den württembergischen Herzog Magnus erinnert, der 1622 in der Schlacht bei Wimpfen gefallen ist.

### Rundfunksender
Südlich von Obereisesheim betrieb der Südwestrundfunk bis zum 1. Juli 2011 einen 70 m hohen Rundfunksender für Mittelwelle.

### Vereine und Verbände
Im Ort gibt es mehr als 20 vereinsmäßige Organisationen, von denen folgende genannt seien: der Sängerbund Germania-Hoffnung (gegründet 1841), der VfL (Verein für Leibesübungen, gegründet 1902 mit fünf Abteilungen: Fußball, Ringen, Schwimmen, Tischtennis und Turnen), der Musikverein Obereisesheim (vor 1870 gegründet), der Kleintierzuchtverein (seit 1913), die Freiwillige Feuerwehr (ging 1926 aus der Pflichtfeuerwehr hervor) und viele andere mehr.

### Neckname
Der Neckname der Obereisesheimer ist Zwetschgenmärtle. Der Ortsname korrespondiert mit dem Necknamen Schlappenscheißer für die Untereisesheimer und soll auf die derbe Bestrafung eines Obereisesheimer Zwetschgendiebes durch den Untereisesheimer Schuhmacher Jakob Grauf im Jahr 1861 zurückgehen.

## Wirtschaft und Infrastruktur
Neben dem Kindergarten, der Grundschule („Wilhelm-Maier-Schule“), Arzt und Zahnarzt gibt es die Eberwinhalle, die Festhalle sowie das Freibad („Ernst-Freyer-Bad“) und ein Sportgelände.

## Persönlichkeiten

### Ehrenbürger
- 1932: Friedrich Lutz (* 21. Januar 1867 in Altensteig; † 26. April 1936 in Hirsau) war Pfarrer und Autor einer umfangreichen Ortschronik.
- 1967: Wilhelm Maier (* 14. April 1901 in Untergröningen, Landkreis Schwäbisch Gmünd; † 7. Oktober 1977 in Obereisesheim) war 37 Jahre (mit Unterbrechung) Bürgermeister. Nach ihm wurde die Grund- und Hauptschule benannt. Erhielt das Bundesverdienstkreuz am Bande.
- 1967: Heinrich Ranger (* 16. September 1895 in Obereisesheim; † 19. Januar 1977 in Obereisesheim) war bis 1965 SPD-Gemeinderat, stellvertretender Bürgermeister und Vorstandsmitglied der Genossenschaftsbank Obereisesheim. Erhielt das Bundesverdienstkreuz am Bande.[24]

### Söhne und Töchter
- Klaus Ranger (* 1961), Politiker (SPD)